# Daniel Borgwardt
Daniel Borgwardt (* 1974 in Halle (Saale)) ist ein deutscher Schauspieler.

## Leben
Daniel Borgwardt absolvierte sein Schauspielstudium von September 1996 bis Juli 2000 an der Hochschule für Musik und Theater Rostock. Er war von 2000 bis 2003 fest am Staatstheater Cottbus engagiert.
Bundesweite Bekanntheit erhielt Borgwardt in der Rolle des Klaus Uhltzscht in der Wendekomödie Helden wie wir aus dem Jahr 1999. In der Comedy-Serie Schräge Kerle (2008) spielte er eine der beiden Hauptrollen. Borgwardt spielte in einigen TV-Serien, wie In aller Freundschaft oder Alles was zählt oder in dem Kriminaldrama Der Gutachter – Ein Mord zu viel (2017) in Nebenrollen.
Derzeit ist er an der Neuen Bühne Senftenberg in verschiedenen Stücken zu sehen.
Daniel Borgwardt lebt in Cottbus.

## Filmografie (Auswahl)
- 1999: Helden wie wir
- 2007: Schloss Einstein (Fernsehserie, 3 Folgen)
- 2008: Schräge Kerle (Fernsehserie, 9 Folgen)
- 2015: In aller Freundschaft – Die jungen Ärzte (Fernsehserie, 1 Folge)
- 2017: Der Gutachter – ein Mord zu viel
- 2017: Alles was zählt (Fernsehserie, 19 Folgen)

## Theater
- 2006: Johann Strauss: Die Fledermaus – Rolle: Eisenstein – Regie: Christoph Schroth (Neuen Bühne Senftenberg)